# Frauke Dirickx
Frauke Dirickx (Halle, 3 gennaio 1980) è un'ex pallavolista belga.
Giocava nel ruolo di palleggiatrice.

## Carriera
La carriera da professionista di Frauke Dirickx comincia nel 1996 esordendo nel massimo campionato del Belgio con la maglia del Datovoc Dames Voleybal Club Tongeren, dove resta per una sola stagione. L'anno successivo si trasferisce al VC Herenthout, dove resta per tre stagioni, ottenendo anche il suo primo successo, ossia una vittoria del campionato. Nel 2000 viene convocata per la prima volta in nazionale.
Nella stagione 2000-01 si trasferisce in Italia ingaggiata dal Vicenza Volley: con il club veneto, in due annate, ottiene la vittoria, in campo europeo, della Coppa CEV, più quella della Supercoppa italiana. Nella stagione 2004-05 ritornerà a Vicenza dopo essere per un campionato rispettivamente nella Pallavolo Reggio Emilia e poi nella Nuova San Giorgio Pallavolo Sassuolo.
Nel 2005 lascia l'Italia trasferendosi in Spagna nel Club Atlético Voleibol Murcia 2005: le due annate con il club spagnolo si rivelano essere molto profiche di vittorie come quella in campionato, nella Coppa della Regina e nella Supercoppa spagnola, a cui va aggiunto il trionfo nella Top Teams Cup.
Dopo una parentesi incolore in Italia alla Futura Volley Busto Arsizio, viene ingaggiata nel 2008 dal Clubul Sportiv Universitar Metal Galați, in Romania. con il quale vince il campionato lacale; con la nazionale parteciperà al campionato europeo 2007 e 2009, ottenendo discreti risultati.
Nella stagione 2009-10 è in Turchia nel Fenerbahçe Spor Kulübü: con un club molto competitivo vincerà tutte le competizioni turche, quindi campionato, coppa e Supercoppa, oltre ad arrivare in finale in Champions League, perdendo al tie-break contro il Volley Bergamo.
Dopo una breve parentesi in Italia nella stagione 2010-11, ingaggiata dalla Spes Volley Conegliano, passa alla squadra polacca Miejski Klub Sportowy Dąbrowa Górnicza, con la quale si aggiudica due Coppe di Polonia ed una Supercoppa; con la nazionale vince la medaglia d'argento all'European League 2013 e quella di bronzo al campionato europeo 2013.
Dopo una stagione al club polacco dell'Impel di Breslavia, ritorna in Italia per l'annata 2014-2015 con il River Volley di Piacenza, aggiudicandosi la Supercoppa italiana. Tuttavia già nella stagione seguente è nella Voleybol 1. Ligi turca, vestendo la maglia del Bursa BB.

## Palmarès

### Club
- Campionato belga: 1

1998-99
- Campionato spagnolo: 1

2006-07
- Campionato rumeno: 1

2008-09
- Campionato turco: 1

2009-10
- Coppa della Regina: 1

2006-07
- Coppa di Turchia: 1

2009-10
- Coppa di Polonia: 2

2011-12, 2012-13
- Supercoppa italiana: 2

2001, 2014
- Supercoppa spagnola: 1

2006
- Supercoppa turca: 1

2009
- Supercoppa polacca: 1

2012
- Coppa CEV: 1

2000-01
- Top Teams Cup: 1

2006-07

### Nazionale (competizioni minori)
- European League 2013

### Premi individuali
- 2013 - Coppa di Polonia: Miglior palleggiatrice
- 2013 - European League: Miglior palleggiatrice